# 漢迪 (堪薩斯州)
漢迪（英語：Handy）是位於美國堪薩斯州奧斯伯恩縣的一個鬼鎮。

## 歷史
漢迪的郵政局於1882年設立，直到1889年結束營運。

## 地理
漢迪所處的海拔為高於海平面483米（即1585英呎），而該地所採用的時區為UTC-6，即北美中部時區（CST）。同時該地設有夏令時間，為UTC-6調快一小時，即UTC-5（CDT）。